# Muscardinus austriacus
Muscardinus austriacus — вимерлий вид гризунів родини вовчкових (Gliridae).

## Поширення
Цей вид ліскульок був виявлений в Австрії. Він жив у епоху міоцену.

## Таксономія
Вперше цей вид був описаний у 1970 році вченими Бахмаєром і Вільсоном.